# New Amsterdam (Guyana)
New Amsterdam je město v Guyaně (region East Berbice-Corentyne) založené nizozemskými kolonisty v roce 1740 při řece Canje. Dříve bylo nazýváno pevnost Sint Andries. Nachází se zde přístav, veřejná nemocnice a několik hotelů.

## Partnerská města
- Midland, Texas (USA)